# Hyosung Comet 125
 (juin 2022).
Si vous disposez d'ouvrages ou d'articles de référence ou si vous connaissez des sites web de qualité traitant du thème abordé ici, merci de compléter l'article en donnant les références utiles à sa vérifiabilité et en les liant à la section « Notes et références ».
La Comet GT 125 est un modèle de moto, de type roadster, du constructeur coréen Hyosung.
La GT 125 est lancée en France en 2003, elle utilise le moteur bicylindre en V de l’Aquila, le custom de la marque. Il délivre 14,6 ch à 10 300 tr/min.
En 2004, la Comet GT change de phare avant et en adopte un plus gros. Celui-ci améliore l’esthétique et convient mieux au gabarit de cette moto, équivalent à celui d’une 250 cm3.
En 2006, elle se voit doublée d’une version sportive appelée « Comet GTR 125 ». Ce modèle adopte un carénage intégral, une fourche inversée et une instrumentation digitale.

Elle gagne en vitesse de pointe, mais aussi en poids à cause de son carénage, pesant 148 kg.